# Деуда (Козенца)
Деуда је насеље у Италији у округу Козенца, региону Калабрија.
Према процени из 2011. у насељу је живело 94 становника. Насеље се налази на надморској висини од 96 м.